# 萱野神社
萱野神社（かやのじんじゃ）は、滋賀県大津市にある神社。神紋は「蓑亀」。別称として「九帝王宮（九帝王社）」「九大王社」とも。

## 祭神
祭神は以下の1柱で「九帝王大明神」とも称している。
- 開化天皇 - 第9代天皇

なお、明治に上記1柱になるまでは以下の5柱を祀っていた。
- 開化天皇
- 彦坐王命 - 開化天皇皇子
- 観松姫命（御真津比売命） - 開化天皇皇女
- 武豊葦判別命（武豊葉列別命） - 開化天皇皇子
- 大筒城真稚王命（山代之大筒木真若王） - 彦坐王命皇子

## 歴史
大津市東部、JR瀬田駅の北口すぐに鎮座する。
彦坐王命（開化天皇皇子）第4世にあたる治田連（はるたのむらじ）は、淡海国造としてこの地に居住したといわれる。『国造本紀』には成務天皇期に彦坐王3世孫・大陀牟夜別が淡海国造に任じられた旨が記され、『新撰姓氏録』には治田連が彦坐命の後裔で4世孫の彦命に功があり治田連の姓を賜った旨が記されている。治田連は栗太地域（後世の栗太郡）の開拓に携わったという。そして雄略天皇6年に治田一族の遠祖である開化天皇を祀ったのが創祀とされる。
和銅8年（715年）に旱魃が発生した際、農民皆が雨乞を行うと、里の山中の洞穴から亀が出てくるとともに大雨が降りだしたという。この伝承に因み神紋は「蓑亀」という独特のものであり、拝殿前には藁で作られた亀が飾られている。当社には古来より氏子や領主、代々の膳所城主の崇敬が篤かったといわれ、境内の寄進も行われた。
中近世は代々吉田神道と密接な関係を築いていたが、明治元年（1868年）の「神仏分離令」によって社号を「九代王明神」から「萱野社」に改称。その後、祭神を開化天皇1柱とするとともに、1869年に現在の「萱野神社」に改めた。1888年には東海道本線の設置で境内地は二分され、その後の増設工事もあったことで境内地は縮小し現在に至っている。
昭和44年の8月12日の国鉄東海道本線瀬田駅開業の際には、開業式が行われ、関係者が集まる中、萱野神社宮司を祭主として、安全祈願の神事が実施されている。

## 境内
- 本殿 - 一間社流造、間口一間三尺、奥行一間
- 拝殿 - 切妻造、間口三間、奥行三間

萱野神社 境内
- 鳥居
- 本殿
- 力石
- さざれ石
- 蓑亀

## 摂末社
境内社
- 市杵島姫神社[7]
- 西浦神社
- 天満宮
- 水天宮
- 金刀比羅神社
- 稲荷神社
- 大将軍神社

境外社
- 藤ヶ森神社
- 東浦神社
- 西浦神社
  - 元は織部にあった十禅師権現社だったが、明治元年に増井天神と境内に合祀された。昭和33年に境外社として現在の場所に移設した[8]。三角縁四神四獣鏡が出土した[9]織部古墳跡碑もある[10][11]。
- 貴船神社[10]
  - 宝暦2年の検地帳に「貴不禰」との記載があり、それ以後の記載では貴船講がある。
  - 祭神は罔象女神（みつはのめのかみ）と秦武智麿（はたのむちまろ）。
- 大山祗神社

萱野神社 境外社
- 貴船神社
- 西浦神社 正面

## 祭事
- 還暦者奉告式 （1月1日）[12]
- 厄除け祈願職、書初め奉納奉告式 （1月2日）
- 元服式 （1月15日）
- 米寿奉告式 （1月15日）
- 春祭り （5月5日） - 神輿渡御[13]
- 献燈祭 （9月6日）
- 御火焚祭 （12月6日）

## 現地情報
所在地
- 滋賀県大津市大萱2-21-1

交通アクセス
- 最寄駅：西日本旅客鉄道（JR西日本）琵琶湖線（東海道本線） 瀬田駅 （徒歩すぐ）